# دين وايتهاوس
دين وايتهاوس (بالإنجليزية: Dane Whitehouse)‏ (14 أكتوبر 1970 في المملكة المتحدة - ) هو لاعب كرة قدم بريطاني في مركزي الظهير والوسط. لعب مع شيفيلد يونايتد.

## وصلات خارجية
- دين وايتهاوس على موقع قاعدة بيانات كرة القدم.إي يو (الإنجليزية)
- دين وايتهاوس على موقع عالم كرة القدم.نت (الإنجليزية)